# Philosophie der Freiheit

Titelseite der Erstausgabe

Die  Philosophie der Freiheit – Grundzüge einer modernen Weltanschauung ist ein 1893 publiziertes philosophisches Werk Rudolf Steiners, des späteren Begründers der Anthroposophie. Das Buch besteht aus zwei Hauptteilen, mit jeweils sieben Kapiteln. Der erste Hauptteil beschäftigt sich mit den Voraussetzungen, unter denen der Mensch in seinem Denken und Handeln als geistig freies Wesen bezeichnet werden könne. Der zweite Hauptteil behandelt die Freiheit und ihr Verhältnis zu ethischem Handeln.
Die erste Auflage fand nur wenig Beachtung und wurde in der Fachwelt teils scharf zurückgewiesen. Eine zweite, überarbeitete Fassung erschien 1918 im eigenen anthroposophischen Verlag und wurde seither vielfach erneut aufgelegt.

## Entstehung
Bevor Steiner Die Philosophie der Freiheit schrieb, hatte  er sich mit folgenden Denkern schwerpunktmäßig auseinandergesetzt: Immanuel Kant, Johannes Volkelt, Johann Friedrich Herbart, Johann Gottlieb Fichte, Friedrich Wilhelm Joseph Schelling, Georg Wilhelm Friedrich Hegel, intensiv mit Johann Wolfgang von Goethe (u. a. als Herausgeber seiner naturwissenschaftlichen Schriften) und Friedrich Schiller sowie den Neukantianern wie z. B. Eduard von Hartmann und Otto Liebmann. Er lernte Friedrich Nietzsches Denken ab 1889 kennen. 1891 promovierte er bei Heinrich von Stein im Fach Philosophie, mit der  Note rite (ausreichend). Seine Dissertation veröffentlichte er etwas erweitert 1892 unter dem Titel Wahrheit und Wissenschaft, Vorspiel einer Philosophie der Freiheit.
Steiner wollte seine Leser zur Selbstbeobachtung ihres Erkennens anregen. Die Denkmotive seiner Philosophie der Freiheit wurzeln dabei am stärksten im deutschen Idealismus und der durch ihn beleuchteten phänomenologischen Art der Naturforschung Goethes. Sie stellen sich dabei in einen Gegensatz zu Kant. Ferner habe schon die erste Auflage eine abendländisch-mystische Unterströmung, die in ihrem Schlusskapitel offen zu Tage trete. Steiner suchte in der Philosophie der Freiheit keine differenzierte explizite Auseinandersetzung mit anderen Denkern, vielmehr reduzierte er komplexe ideengeschichtliche Entwicklungen auf  Begriffe wie z. B. „Dualismus“, „Monismus“, die er bisweilen auch bestimmten historischen Denkerpersönlichkeiten zuordnete, zumeist um seine eigenen Gedankengänge in einen (mitunter auch polemisch zugespitzten) Kontrast zu ihnen zu bringen.

### Erste Auflage 1893

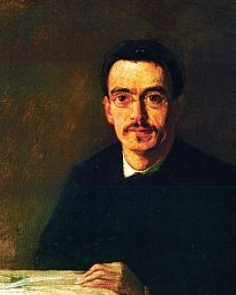
Rudolf Steiner während der Zeit, als er die Veröffentlichung seiner „Philosophie der Freiheit“ vorbereitete; gemalt von Otto Fröhlich, Weimar 1892

Steiner schloss mit seinem Buch inhaltlich an seine zwei Jahre zuvor eingereichte Dissertation an. Die Philosophie der Freiheit. Grundzüge einer modernen Weltanschauung. — Beobachtungsresultate nach naturwissenschaftlicher Methode entstand, wie die meisten Bände seiner zeitgleichen Goetheausgaben, unter starkem Zeitdruck. Für eine sorgfältige Durcharbeitung des Manuskripts, Konzepts und zum Korrekturlesen fehlte ihm die Zeit. Steiner konnte die seinem Verleger Emil Felber genannten Termine wiederholt nicht einhalten. Wegen seiner Säumigkeit drohte Felber den schon laufenden Druck zu stoppen. Felber lagen bereits die ersten Druckfahnen vor, während Steiner noch am Schluss des Buches schrieb, das dann am 14. November 1893 erschien. Das Titelblatt verzeichnet die Jahreszahl 1894. Die Philosophie der Freiheit gliedert sich in drei Teile: eine Erkenntnistheorie, eine Ethik und einen Anhang mit dem Titel: Die letzten Fragen. Abgesehen von dem letzten Kapitel folgt sie damit dem Aufriss seiner Dissertation. In Steiners Sicht ist Die Philosophie der Freiheit ein erkenntnistheoretisches Grundlagenwerk.
Mit dem Schlusskapitel zeige sich Steiner laut dem katholischen Theologen Helmut Zander als Atheist, Nihilist und überzeugter Anhänger von Friedrich Nietzsche und Max Stirner.
Von den tausend gedruckten Exemplaren der ersten Auflage wurden bis 1907 vierhundert verkauft.

### Zweite Auflage 1918
1918 brachte Steiner das Buch in einer überarbeiteten Fassung in dem von seiner Ehefrau Marie Steiner geleiteten Philosophisch-Anthroposophischen Verlag erneut heraus. Diese zweite Auflage war mit einem neuen Vorwort und umfangreichen Zusätzen versehen. Sie dokumentiere, so Christian Clement, Steiners nach der Jahrhundertwende erfolgte Entwicklung zum Esoteriker, der nun im Rückblick seine philosophische Frühschrift als Grundlage und Rechtfertigung seines theosophischen und anthroposophischen Lebenswerkes interpretiere und explizit entsprechend umgestaltete. Gemäß dem Religionshistoriker Helmut Zander betrachtete Steiner Die Philosophie der Freiheit bis zu seinem Lebensende als sein Opus Magnum, das er rückwirkend zum erkenntnistheorischen Grundlagenwerk der Anthroposophie erhob. Die Textentwicklung zwischen erster und zweiter Auflage ist Gegenstand kontroverser Interpretationen der Beziehung zwischen Steiners Frühwerk und seiner späteren Anthroposophie. Steiner selbst betont, dass das Buch einerseits in Bezug auf seine späteren geisteswissenschaftlichen Schriften eine gesonderte Stellung einnehme, andererseits aber auch eng damit verbunden sei. Dies sei der Grund dafür, dass er in der 2. Auflage den Inhalt „im wesentlichen fast ganz unverändert“ wieder veröffentlicht habe. Die Steiner-Biografin Miriam Gebhardt konstatiert in der zweiten Auflage Änderungen und Tilgungen aller Passagen, die ihn als ehemals radikalindividualistischen und atheistischen Denker auswiesen. Traub hingegen charakterisiert Steiner durchweg als eher pantheistisch denn als atheistisch.
In der Fassung der zweiten Auflage hat die Philosophie der Freiheit zahlreiche Neuauflagen mit ungefähr 220.000  Exemplaren erlebt und wurde bisher in 14 Sprachen übersetzt.

## Inhalt
Alle Seitenzahlen beziehen sich auf die zitierte Online-Ausgabe der 2. Auflage der Philosophie der Freiheit von 1918.
Vorrede (zur Neuausgabe 1918)
Teil 1 fragt nach einem auf Evidenzerleben gegründeten Erkennen und Teil 2 nach der Freiheit des Menschen. Wie man die zweite Frage beantworten könne, hänge von der Antwort auf die erste Frage ab. Es solle auf ein Erlebnisgebiet der Seele verwiesen werden, „auf dem sich durch die innere Seelentätigkeit selbst in jedem Augenblicke, in dem der Mensch dessen bedarf, die Frage erneut lebendig beantwortet.“ (S. II). Geistige Erfahrungswelten Rudolf Steiners aus seinen späteren anthroposophischen Werken werden hier nicht vorausgesetzt oder behandelt. Für ihr Verständnis könne die Philosophie der Freiheit jedoch Grundlage sein. Seine Sicht auf die philosophische Arbeit anderer Denker seiner Zeit stelle Rudolf Steiner vor allem in den „Rätseln der Philosophie“ dar.

### Teil 1: Wissenschaft der Freiheit
I. Das bewusste menschliche Handeln
Ausschließlich bewusst mit Hilfe des Denkens gefasste Entschlüsse können evtl. zu freien Handlungen führen; auch gefühlte Motive seien immer von Gedanken durchsetzt. Es müsse also zunächst betrachtet werden, wie das menschliche Denken auf sein Handeln wirke und was der Ursprung des Denkens sei.
II. Der Grundtrieb zur Wissenschaft
Der bewusste Mensch stelle sich einerseits als ein selbständiges, mit Erkenntnisdrang ausgestattetes Wesen der Welt entgegen und andererseits fühle er sich immer als ein Teil der Natur. Er strebe, diesen Gegensatz zu überbrücken. Steiner will hierzu versuchen, „in den Tiefen unseres eigenen Wesens (…) jene Elemente zu finden, (…) wo wir uns sagen können: Hier sind wir nicht mehr bloß ‚Ich‘, hier liegt etwas, was mehr als ‚Ich‘ ist.“ (S. 15).
III. Das Denken im Dienste der Weltauffassung
Jede menschliche Erkenntnis setze Beobachtung und Denken voraus (S. 19 f.). Innerhalb dieses Beobachteten tauche auch das Denken als Erfahrungstatsache auf, denn über alles Beobachtete denke man schon immer nach und ordne es so in bedeutungsgebende begriffliche Zusammenhänge ein. Man übersähe das immer im alltäglichen Beobachten anwesende Denken zumeist, weil es auf der eigenen Tätigkeit beruhe, während man sich dem Gegenstand der eigenen denkenden Beobachtung zuwenden. Erst in einem seelischen Ausnahmezustand (der Selbstreflexion) bemerkte man es.
 IV. Die Welt als Wahrnehmung
Das Denken bilde Begriffe und Ideen, die in sich selber zusammenhängen und auf dem Schauplatz des menschlichen Bewusstseins zu dem Beobachteten hinzugefügt werden. Ideen könne man nicht (wie Hegel) als Ursprüngliches setzen, denn sie werden erst durch das Denken gewonnen.
Es folgt eine lange (zuweilen polemisch zugespitzte) Auseinandersetzung mit anderen erkenntnistheoretischen Positionen, in deren Gedankengängen Steiner ungeprüfte Voraussetzungen aufzeigt und die dadurch folgenden logischen Brüche beschreibt, die schließlich dazu führen, dass sowohl die Wahrnehmungen als auch das Denken über sie als subjektiv angesehen werden, weswegen eine grundsätzliche Erkenntnisfähigkeit des Menschen bestritten werde.
V. Das Erkennen der Welt
Im Erkennen würde man die Elemente der Wirklichkeit wieder zusammenfügen, von denen die individuell eigene Organisation zunächst getrennt Kenntnis erlange: 1.) Die unzusammenhängenden, an- und für sich bedeutungslosen, gegebenen Wahrnehmungen und 2.) die sie einordnenden, bedeutungsvollen, hervorgebracht-gegebenen, begrifflichen Zusammenhänge, die man im Denken findet.
Genauso würde man verfahren, wenn man untersuche, wie sich das Wahrgenommene unseren Sinnesorganen und unserem Gehirn vermittelt. Über Wahrnehmungen selber könne man nur mithilfe des Denkens etwas aussagen. Daher sei in letzter Konsequenz auch die allgemein gestellte Frage absurd, was eine Wahrnehmung an und für sich sei (S. 66f.).
VI. Die menschliche Individualität
Wenn man beobachtend eine Wahrnehmung mit einem Begriff verbunden hat und dann die Wahrnehmung aus dem Gesichtskreise verschwindet, bleibe eine Erinnerungsvorstellung zurück (S. 73f.). Diese sei die subjektive Repräsentation der Wirklichkeit, an die man sich erinnern könne und die man mit dem Fühlen verbinde.
VII. Gibt es Grenzen des Erkennens?
Die Welt sei dem Menschen durch seine Organisation als Zweiheit (dualistisch) gegeben und das Erkennen verarbeite sie wieder zu einer Einheit. Dabei sei alles, das außerhalb des Gebietes von Wahrnehmung und Begriff angenommen werde, eine unberechtigten Hypothese, wie z. B. das ‚Ding an sich‘ (S. 78). Wer Erkenntnis so verstehe, glaube, dass sie nicht in die Wirklichkeit hineinreiche, sondern diese nur mehr oder weniger gut abbilden könne. Dies führe dann zwangsläufig zum Sprechen von prinzipiellen Grenzen der Erkenntnis (S. 79).
Erkenntnisgrenzen innerhalb dieses Verständnisses von Erkenntnis seien daher immer nur individuelle und vorläufige, „die mit dem Fortschreiten von Wahrnehmung und Denken überwunden werden können.“ (S. 80). Im weiteren Verlauf dieses Kapitels wird diese Gegenüberstellung des Erkenntnisbegriffes auf Fragen der naturwissenschaftlichen Modellbildung angewandt.

### Teil 2: Die Wirklichkeit der Freiheit
VIII. Die Faktoren des Lebens
Der Mensch ist ein denkendes, fühlendes und wollendes Wesen. Auch Fühlen und Wollen treten wie das Wahrnehmen vor dem Erkennen auf als Gegebenes und müssten mit den ihnen zugehörigen Begriffen im Erkennen zutreffend verbunden werden, um erkannte Wirklichkeit unserer Innenwelt zu werden.
IX. Die Idee der Freiheit
Willenshandlungen seien bedingt durch vorstellungsmäßige oder begriffliche Motive und sogenannte Triebfedern oder charakterologische Veranlagungen. Durch verschiedene Stufen hindurch werden beide immer mehr vom Menschen in freien Besitz genommen. Sittlich ursprünglich produktiv werde der Mensch erst, wenn das reine Denken (praktische Vernunft) charakterologische Veranlagung geworden sei und moralische Intuitionen erfassen könne, die erst nachher die Beziehung zur Wahrnehmung (zum Leben) suchen (S. 112). Die Menschen seien in ihrem Intuitionsvermögen verschieden und sie seien in verschiedene Situationen hereingestellt (S. 115). Ein verträgliches Zusammenleben der Menschen sei auch auf dieser Ebene möglich, weil die individuellen Intuitionen auf einer gemeinsamen Ideenwelt gründen und jedes individuelle Wesen vom anderen durch individuelle Beobachtung wisse: „‚Leben‘ in der Liebe zum Handeln und ‚Lebenlassen‘ im Verständnisse des fremden Wollens ist die Grundmaxime der ‚freien Menschen‘.“ (S. 119). In der menschlichen Wesenheit liege der Urgrund zur Verträglichkeit (S. 119).
In der Realität seien Handlungen eines Menschen mehr oder weniger frei. Die Freiheit sei ein Ideal, zu dem sich der Mensch hinentwickeln könne. Das Handeln nach Normen, objektiven Sittlichkeitsgesetzen und Staatsgesetzen etc. habe beim noch (teilweise) unfreien Menschen seine Berechtigung. Eine Ethik könne allgemeine Sittlichkeitsbegriffe (Normen, Gesetze) nur als Verallgemeinerung individueller Antriebe erfassen. Durch eine solche deskriptive Ethik werde sittliches Handeln nur im Nachhinein beschrieben, nicht jedoch ursprünglich erzeugt.
X. Freiheitsphilosophie und Monismus
Der Metaphysiker einer dualistischen Weltsicht könne „die Freiheit nicht anerkennen, weil er den Menschen von einem ‚Wesen an sich‘ mechanisch oder moralisch bestimmt sein läßt.“ (S. 128). Steiner suche und finde die Bestimmungsgründe der Wirklichkeit vollständig in den Ideen und Idealen des erlebbaren menschlichen Denkens (S. 128f.).
XI. Weltzweck und Lebenszweck (Bestimmung des Menschen)
Bei dem Prinzip der Ursächlichkeit bestimme ein früheres Ereignis ein späteres. Im Gegensatz dazu sei das Prinzip der Zweckmäßigkeit nur dann wirklich, wenn ein späteres Ereignis ein früheres bestimme. Dies sei nur dann beobachtbarer, wenn der Mensch zielvoll handele, und sein späteres Ziel die frühere Handlung bestimme. Steiners „Monismus weist den Zweckbegriff auf allen Gebieten mit alleiniger Ausnahme des menschlichen Handelns zurück. (…) Lebenszwecke, die der Mensch sich nicht selbst setzt, sind vom Standpunkte des Monismus unberechtigte Annahmen. Zweckvoll ist nur dasjenige, was der Mensch erst dazu gemacht hat, denn nur durch Verwirklichung einer Idee entsteht Zweckmäßiges. Wirksam im realistischen Sinne wird die Idee aber nur im Menschen. (…) Auf die Frage: was hat der Mensch für eine Aufgabe im Leben? kann der Monismus nur antworten: die, die er sich selbst setzt.“ (S. 134). Wenn hingegen in der Natur etwas zweckmäßig eingerichtet erscheine, liege dies daran, dass alles Wahrnehmbare in der Natur in die denkbaren Gesetzmäßigkeiten der Wirklichkeit eingefügt sei.
XII. Die moralische Phantasie (Darwinismus und Sittlichkeit)
Der unfreie Geist komme durch Erinnerungen und bisherige Erlebnisse zu seinen Handlungsentschlüssen. Der freie Geist könne zusätzlich schlechthin erste Handlungsentschlüsse fassen aus eigenen Intuitionen, die er aus dem Ganzen seiner Ideenwelt denkend auswähle und zu konkreten Handlungsvorstellungen mache (S. 139). Ferner brauche es „moralische Technik“: denn handelnd präge man die Wirklichkeit immer um. Hierzu müsse man erst wissen, wie sich ihre Gesetzmäßigkeit in eine neue verwandeln lasse, ohne z. B. naturgesetzliche Zusammenhänge zu durchbrechen.
Eine Ethik als vorgegebene Normwissenschaft könne es nicht geben, da die moralische Phantasie und die ihnen zugrunde liegenden moralischen Ideen erst Gegenstand des Wissens werden können, nachdem sie von Individuen produziert worden seien und nachdem sie das Leben bereits regeln. Ethik sei also eine „Naturlehre der moralischen Vorstellungen“. Ein Ethiker könne nie spätere moralische Begriffe aus früheren erklären; er könne nur im Nachhinein den Zusammenhang späterer moralischer Begriffe mit früheren einsehen.
Ähnlich sei es in der Entwicklungslehre: Auch wenn das Reptil aus dem Uramnioten hervorgegangen sei, könne der Naturforscher aus dem Begriff der Uramnioten nicht den der Reptilien herausholen. Der Unterschied zwischen der Entwicklung in der Evolution und den der Sittlichkeit sei aber, dass wir bei der Evolution die zu erforschenden Tatsachen bereits naturgegeben vor Augen haben, während wir sie bei der Sittlichkeit erst erschaffen müssten (S. 144f.).
XIII. Der Wert des Lebens (Pessimismus und Optimismus)
Steiner entwickelt seine Ansicht vom Wert des Lebens, indem er fragt, wie wir Lust und Unlust im Leben erfahren und wie sich beides zu unserem Begehren und Wollen verhalte (S. 170).
XIV. Individualität und Gattung
Der Mensch sei einerseits zur freien Individualität veranlagt, andererseits sei er Glied eines natürlichen Ganzen (Rasse, Stamm, Volk, Familie, Geschlecht, Staat, Kirche), dessen Charaktereigentümlichkeiten er trage. Letzteres könne Gegenstand allgemeiner wissenschaftlicher Betrachtung sein. Von diesem Gattungsmäßigen könne sich der Mensch frei machen; wenn man einen Menschen allgemein nur aus seinem Gattungshaften heraus erkläre wolle, komme man eben gerade bis zu der Grenze, hinter der er beginne, ein selbstbestimmtes Wesen zu sein. Hierunter leide insbesondere die soziale Stellung der Frau (S. 175). Für das Verstehen des frei Individuellen am Menschen werde eine besondere Erkenntnisselbstlosigkeit benötigt (S. 177).
Kein Mensch sei vollständig Gattung und keiner vollständig Individualität. Moralische und soziale Instinkte, die der Mensch durch seine gattungsmäßige Herkunft erhalte, nehme er durch Intuition in seinen Besitz.

### Die letzten Fragen
Die Konsequenzen des Monismus
Im Schlusskapitel, bei den letzten Fragen, verkündet Steiner metaphysisch: „Die Welt ist Gott“, und: „Der persönliche Gott ist nur der in ein Jenseits versetzte Mensch“, woraus er in seinem Schlusssatz ableitete: „Er ist frei“.
Im 1. Anhang setzt sich Steiner mit Eduard von Hartmanns Kommentaren zu seinem Gedanken-Monismus auseinander.
Der 2. Anhang enthält die Vorrede der ersten Auflage, in der Philosophie als Begriffskunst bezeichnet wird: „Alle wirklichen Philosophen waren ‚Begriffskünstler‘. Für sie wurden die menschlichen Ideen zum Kunstmateriale und die wissenschaftliche Methode zur künstlerischen Technik.“ (S. 198). Ferner diene alle Wissenschaft dazu, den Daseinswert der menschlichen Persönlichkeit zu erhöhen. „Diese Schrift faßt deshalb die Beziehung zwischen Wissenschaft und Leben nicht so auf, daß der Mensch sich der Idee zu beugen hat und seine Kräfte ihrem Dienst weihen soll, sondern in dem Sinne, daß er sich der Ideenwelt bemächtigt, um sie zu seinen ‚menschlichen‘ Zielen, die über die bloß wissenschaftlichen hinausgehen, zu gebrauchen. Man muß sich der Idee erlebend gegenüberstellen können; ‚sonst‘ gerät man unter ihre Knechtschaft.“ (S. 199).

## Der Autor über das Buch
Steiner maß seiner Philosophie der Freiheit bis zu seinem Lebensende größte Bedeutung bei. Während der Zeit der Entstehung des Buches habe er sich am häufigsten mit der Schriftstellerin Rosa Mayreder über Aspekte der Freiheit der Persönlichkeit ausgetauscht. Eduard von Hartmann gestand er als Mangel seines Buches, „daß es mir nicht hat gelingen wollen, die Frage ganz klar zu beantworten, inwiefern das Individuelle doch nur ein Allgemeines, das Viele ein Eines ist“, und bekannte, „daß wir im Denken eigentlich gar nicht mehr Einzelne sind, sondern lediglich ein allgemeines Welterleben mitleben.“ Nach der Erstveröffentlichung seines Buches fühlte er sich am Goethe-Archiv in Weimar „noch mehr als früher vollständig kaltgestellt“.
In Steiners unvollendeter Autobiographie Mein Lebensgang nimmt das Entstehen der Philosophie der Freiheit großen Raum ein (Kapitel 8–23). Er fasst seine Intention rückblickend u. a. so zusammen: „Ich wollte darstellen, wie derjenige, der das sinnlichkeitsfreie Denken als ein rein Geistiges im Menschen ablehnt, niemals zum Begreifen der Freiheit kommen könne; wie aber ein solches Begreifen sofort eintritt, wenn man die Wirklichkeit des sinnlichkeitsfreien Denkens durchschaut.“ (S. 166f).

## Rezeption
Die Philosophie der Freiheit in ihrer zweiten Auflage von 1918 hat Generationen von Anthroposophen und Mitarbeitern anthroposophischer Einrichtungen als Einleitung in die Anthroposophie gedient und wurde als Übungsbuch genutzt. Es gibt eine immense Sekundärliteratur von anthroposophisch ausgerichteten Interpreten. Außerhalb der anthroposophischen Bewegung wurden Steiners philosophische Schriften vom akademischen Publikum und der Philosophenzunft überwiegend abgelehnt oder ignoriert.

### Erstrezeption
Als Die Philosophie der Freiheit 1893 erschien, waren erste Pressestimmen lobend, verschiedene Philosophen schrieben jedoch ablehnende und vernichtende Rezensionen: Arthur Drews monierte u. a., dass Steiner die immanente Teleologie von Hartmann oder Hegel leugne, während er sie als vorgeblicher Idealist eigentlich behaupten müsste. Robert von Zimmermann unterstellte Steiner, einen Nietzsche überbietenden theoretischen Anarchismus zu vertreten. Auch der deutsche Philosoph Max Heinze hielt Steiners Individualismus für eine Folge seiner Nietzsche-Lektüre. Der Direktor des Goethe-Archivs, Bernhard Suphan, verglich Steiner mit einem verführenden Sokrates, der tradierte Ideale zerstöre.
Steiners Verehrung des deutschen Philosophen Eduard von Hartmann in seiner Dissertation war in Hartmann-Kritik umgeschlagen. Trotzdem schickte er ihm ein Exemplar. Doch von Hartmann war, nicht nur wegen der gefährdeten Stellung des Individuums in Steiners Philosophie, von dem Buch nicht begeistert. Auch Steiners Untertitel Beobachtungs-Resultate nach naturwissenschaftlicher Methode verärgerte ihn, da sie kaum verhüllt eine Kritik an seinem Untertitel Spekulative Resultate nach inductiv-naturwissenschaftlicher Methode barg. Das ihm überlassene Exemplar sandte er binnen zwei Wochen mit Randbemerkungen versehen zurück. Dies blieb zu Lebzeiten Steiners die intensivste Auseinandersetzung eines namhaften Philosophen mit dem Buch. Eduard von Hartmann (der die Philosophie der Freiheit nie öffentlich rezensierte) kritisierte: „In diesem Buch ist weder Humes in sich absoluter Phänomenalismus mit dem auf Gott gestützten Phänomenalismus Berkeleys versöhnt, noch überhaupt dieser immanente oder subjektive Phänomenalismus mit dem transcendenten Panlogismus Hegels, noch auch der Hegelsche Panlogismus mit dem Goetheschen Individualismus. Zwischen je zweien dieser Bestandteile gähnt eine unüberbrückbare Kluft.“ Und weiter: „Vor allen aber ist übersehen, daß der Phänomenalismus mit unausweichlicher Konsequenz zum Solipsismus, absoluten Illusionismus und Agnostizismus führt, und nichts ist getan, diesem Rutsch in den Abgrund der Unphilosophie vorzubeugen, weil die Gefahr gar nicht erkannt ist.“
Steiners Philosophie hatte insgesamt von Beginn an in fachphilosophischen Kreisen wenig gewirkt. Steiners Individualismus wurde in der damaligen politischen Situation als fehl am Platze empfunden, wie aus verschiedenen Rezensionen hervorging.

### Inneranthroposophische Rezeption
Im Umfeld der anthroposophischen Bewegung wurde das Buch zum Beispiel durch Carl Unger, Walter Johannes Stein, Herbert Witzenmann rezipiert. Mitunter wurde versucht, die Philosophie der Freiheit anthroposophisch zu beleuchten, oder es wurde argumentiert, dass sich das Buch nur vom Standpunkt der Anthroposophie erschließen lasse. Da dies dem Anspruch des Textes selber widerspricht, wandten sich andere Autoren gegen solche Bestrebungen.
Eine Neuformulierung wesentlicher Aussagen des ersten Teils der Philosophie der Freiheit liegt in der Strukturphänomenologie Herbert Witzenmanns vor. Diese wurden von Johannes Wagemann auf die philosophischen Grundlagen der derzeitigen neurobiologischen Forschung bezogen. Wesentlich erscheint die Philosophie der Freiheit binnenanthroposophisch auch für ein Verständnis ontologisch-anthropologischer Grundlagen der anthroposophischen Praxis, was für die Anthroposophische Medizin unter anderem durch Peter Heusser deutlich gemacht wurde.
Hartmut Traub, von der anthroposophischen Alanus Hochschule für Kunst und Gesellschaft, brachte 2011 ein umfangreiches, textkritisch analysierendes Buch über Steiners frühe philosophische Werke heraus und ihre bisher fast ausschließlich anthroposophisch geprägte Rezeption, sowie Steiners frühe Kommentare zu seinen Texten. Insbesondere untersuchte er die zahlreichen in der Philosophie der Freiheit enthaltenen polemisch-kritischen Auseinandersetzungen mit anderen Positionen der philosophischen und theologischen Geistesgeschichte auf ihre Stichhaltigkeit. Er zeigte, dass die abendländische Philosophie (mehr als traditionelle esoterische Strömungen) der Ursprung auch Steiners Entdeckung der Anthroposophie sei. Insbesondere zeigt er, wie Steiners Philosophie deutlich von Johann Gottlieb Fichte und Immanuel Hermann Fichte beeinflusst wurde – neben Kant und Goethe. Einen bedeutenden Einfluss Nietzsches oder Stirners auf die Philosophie der Freiheit sah er dagegen (im ausdrücklichen Gegensatz zu Zander) nicht. Nichtanthroposophischen Philosophen falle es gemäß Traub „in der Lektüre der Sekundärliteratur bisweilen schwer, den Text der Philosophie der Freiheit mit den Interpretationen, die ihm aus der Perspektive der esoterischen Spätschriften Steiners aufgedrängt werden, in einen Zusammenhang zu bringen.“ Daher müsse man „Steiners eigenen wissenschaftlichen Anspruch gegen seine Apologeten verteidigen.“

### Außeranthroposophische Rezeption
Außerhalb der anthroposophischen Bewegung anerkannte Philosophen befassen sich bis heute kaum mit der Philosophie der Freiheit. Der evangelische Theologe Gerhard Wehr beschrieb 1995 die Berührungsängste folgendermaßen: „Zwar wird der Begründer der Anthroposophie in den allgemeinen Nachschlagewerken behandelt (…) Um so seltener begegnet man ihm aber in der übrigen Sach- und Fachliteratur (…) Noch heute scheint es riskant zu sein, Rudolf Steiner in einem anderen als in einem apologetisch-abgrenzenden Sinne zu nennen“.
Der Kantforscher Karl Vorländer bemerkte 1927 in seiner mehrbändigen Geschichte der Philosophie, dass die ‚Theosophie‘ Steiners, der dreißig Jahre zuvor u. a. mit einer anarchistisch gefärbten ‚Freiheits‘-Philosophie begonnen habe, selbst anthroposophisch drapiert, keine Aufnahme in die Geschichte der Philosophie verdiene.
Gerhard Hahn, der in seinem Werk Die Freiheit der Philosophie den Argumentationsgang der zentralen Inhalte in Steiners Text kritisch durchgegangen ist, kritisiert hinsichtlich der Konsistenz von dessen „objektivem Idealismus“, „dass Steiners Geistmetaphysik in monistischer Absicht gründe, wie alle Platonismen (vgl. 93ff) in einem dualistischen Ansatz (28f), sein Begriffsrealismus sei von gesellschaftlichen Kontexten und insbesondere von sprachphilosophischen Reflexionen frei (50f). Steiners ‚subjektloses Denken‘ komme einer ‚Enteignung‘ des Menschen gleich (66), wobei dies wiederum in einem Dualismus begründet sei, wie sie in der vermutlich in antimaterialistischer Absicht zugespitzten Abtrennung der ‚Leibesorganisation‘ (Steiner) vom Geistigen (71ff) formuliert werde.“ Hahns zentrale Kritikpunkte, der reale Dualismus hinter dem von Steiner behaupteten Monismus und lebensweltdistanzierten Idealismus, seien die Ursache, warum Die Philosophie der Freiheit außerhalb von Steiners Anhängerschaft so gut wie ohne Resonanz blieb:

„Steiners ‚Philosophie der Freiheit‘ ist in der Philosophie und überhaupt außerhalb der Anthroposophie nicht rezipiert worden: weniger aus Voreingenommenheit als vielmehr aufgrund der begrifflichen Unschärfe und der Widersprüchlichkeiten dieses Werks. Schon Karl Vorländer etwa hatte, längst bevor Steiner Theosoph wurde, dies in aller Schärfe thematisiert.“

Nach der Auffassung des Religionshistorikers Helmut Zander merke man der Philosophie der Freiheit zweifelsfrei die Entstehung zwischen Tür und Angel an. Steiner habe damit nur eine tagesaktuelle Zwischenbilanz seiner philosophischen Suchbewegungen gezogen. An vielen Stellen sei seine Logik bis zur Widersprüchlichkeit gespannt, etwa in dem von ihm ausgerufenen „ethischen Individualismus“, wonach der Mensch frei handeln könne, wenn er sich nur selbst gehorche, während äußere sittliche Prinzipien keine Gültigkeit besäßen, da dabei offen bliebe, wie der „freie Mensch“ sich dann noch gegenüber dem allgemeinen Weltgeschehen behaupten soll.
Der Philosoph und Autor Roland Kipke kritisierte 2012 die Moral- und Freiheitsauffassung in Steiners Philosophie der Freiheit. Kipke zufolge verfehle Steiner mit seinem ethischen Individualismus die Dimension des Moralischen und könne kein schlüssiges Verständnis personaler Freiheit entwickeln. Der ethische Individualismus kollidiere mit grundlegenden lebensweltlichen Annahmen zu Handeln, Verantwortung und Identität. Zudem verwerfe Steiner seinen individualistischen Ansatz in seiner späteren Anthroposophie zugunsten moralischer Ansprüche mit allgemeinem Geltungsanspruch. Diese Kritik wurde in vielen Diskussionsbeiträgen in verschiedenen Nummern der veröffentlichenden Zeitschrift facettenreich und kontrovers diskutiert.
Jaap Sijmons schrieb: In jedem Kapitel bilde ein Gegensatz den Ausgangspunkt der Untersuchung; die Analyse bleibe dann nicht im „Entweder-Oder“ stecken, sondern werde zum komplexen Zusammengehen ausgestaltet. „So kann man sagen, dass Rudolf Steiner eine ‚phänomenologisch-dialektische Methode‘ handhabt. Einfache Begriffsbestimmungen und Gegensätze wachsen durch eine Begriffsentwicklung über sich hinaus, zuweilen in terminologisch widersprüchlichen Aussagen. In der Gesamtschau erfassen wir zuletzt den dynamischen Begriff des menschlichen Bewusstseins.“
Zwischen 1921 und 2004 lassen sich laut Christian Clement vier Dissertationen speziell zur Philosophie der Freiheit nachweisen, weitere haben sich als Teilthema damit befasst.